# 1993 SK16
1991 SK16 är en asteroid i huvudbältet som upptäcktes den 19 september 1991 av den amerikanske astronomen Henry E. Holt vid Palomarobservatoriet.
Asteroiden har en diameter på ungefär 7 kilometer.